# BMW 5 Серії (G60)
BMW G60 – восьме покоління легкових автомобілів німецької марки BMW 5 серії у кузові G60. Модель представили публіці 24 травня 2023 року та є наступником покоління G30.

## Опис

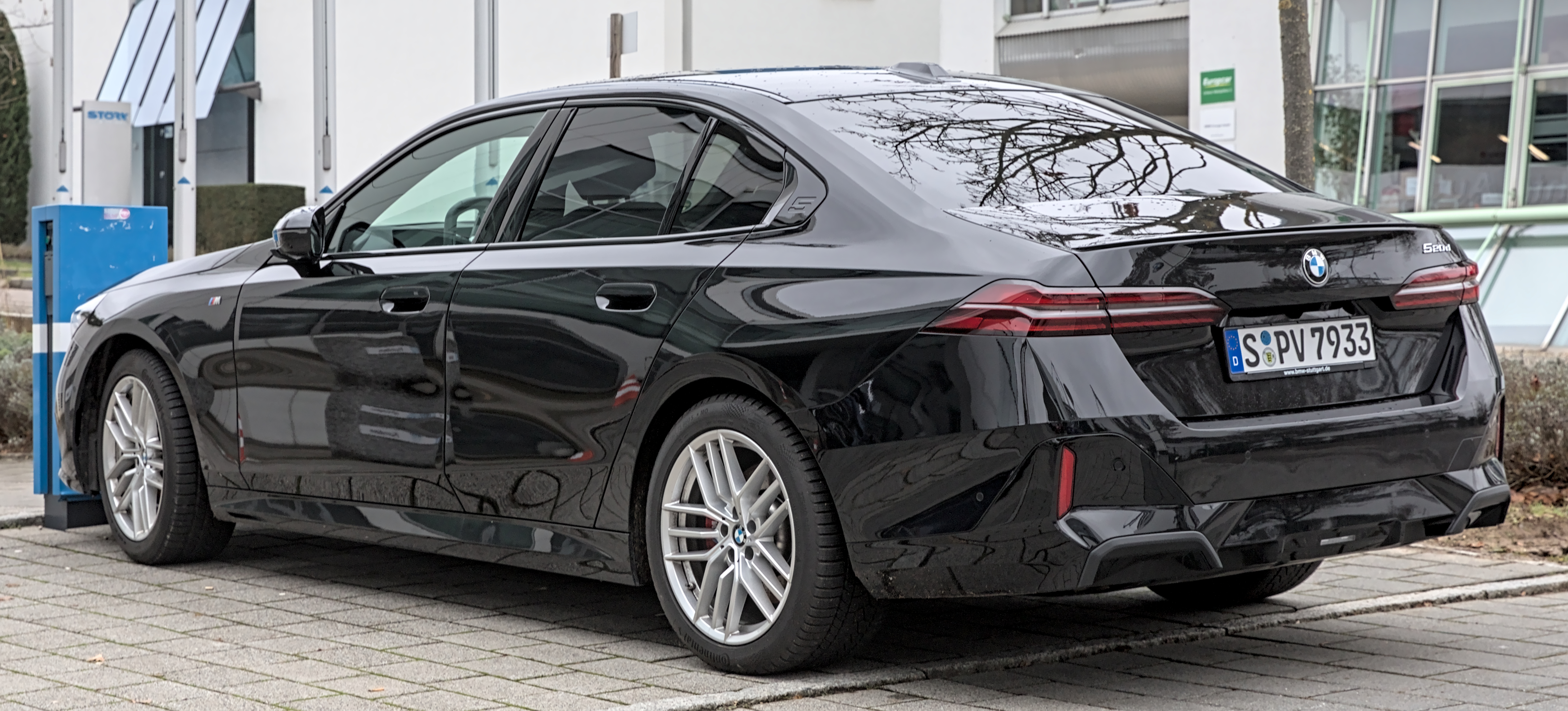
BMW 520d (G60)

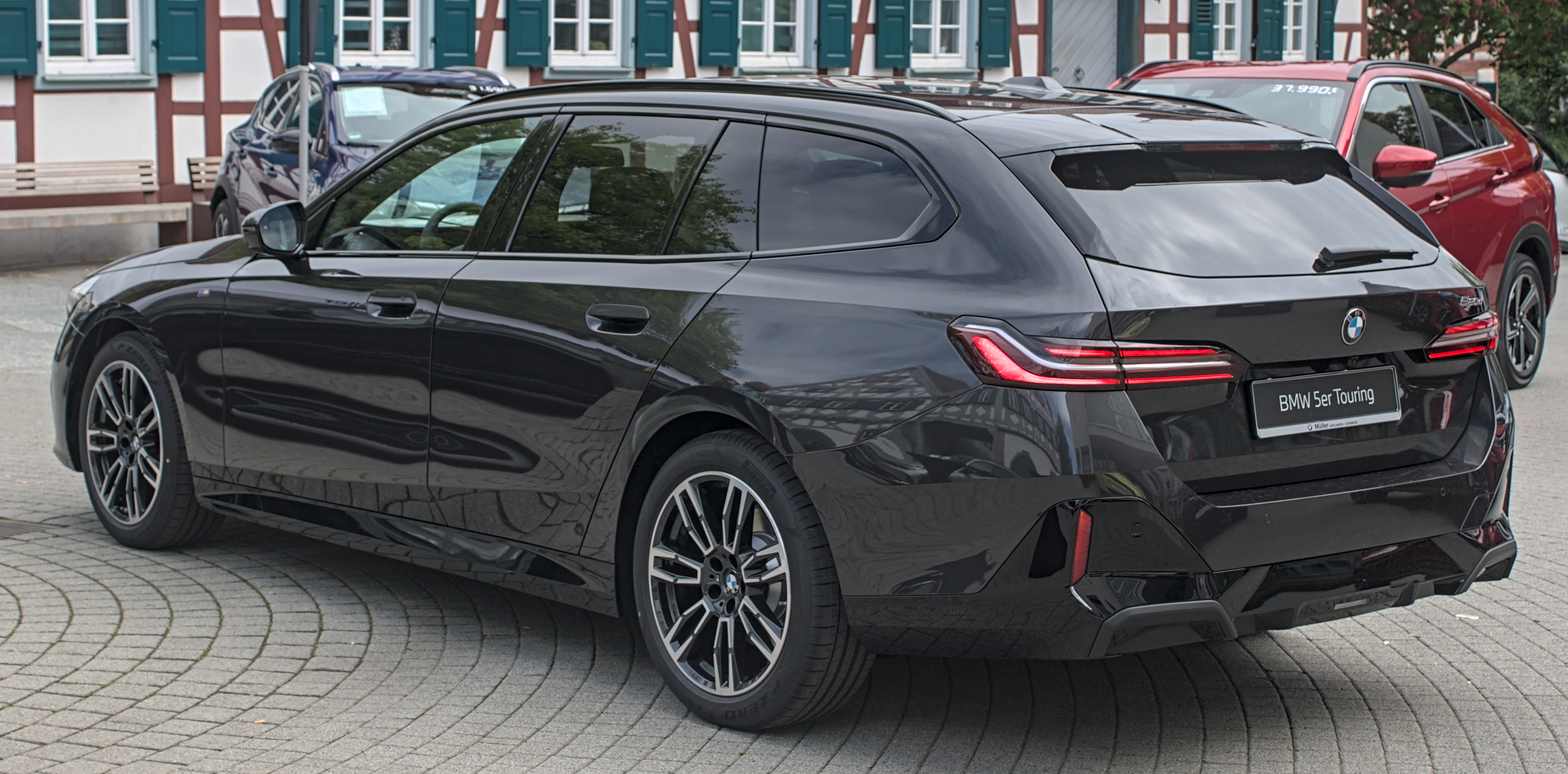
BMW 520d (G61)

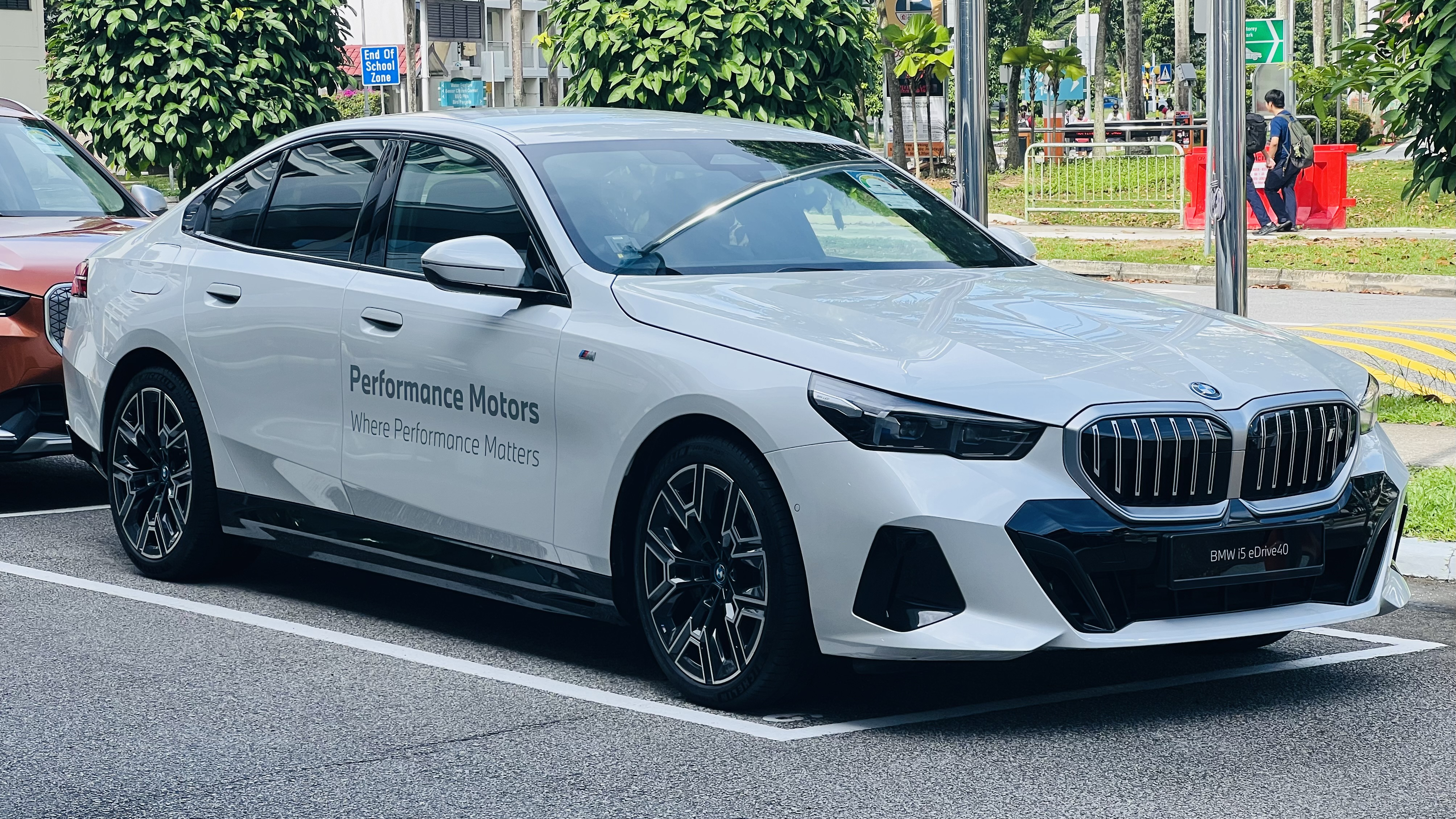
BMW i5 (G60E)

Автомобіль побудований на одній платформі CLAR від BMW 7 серії G70, тому нова модель додала у габаритах. Також схожа на флагман компанії BMW. Конкурентом моделі є Mercedes-Benz W214.

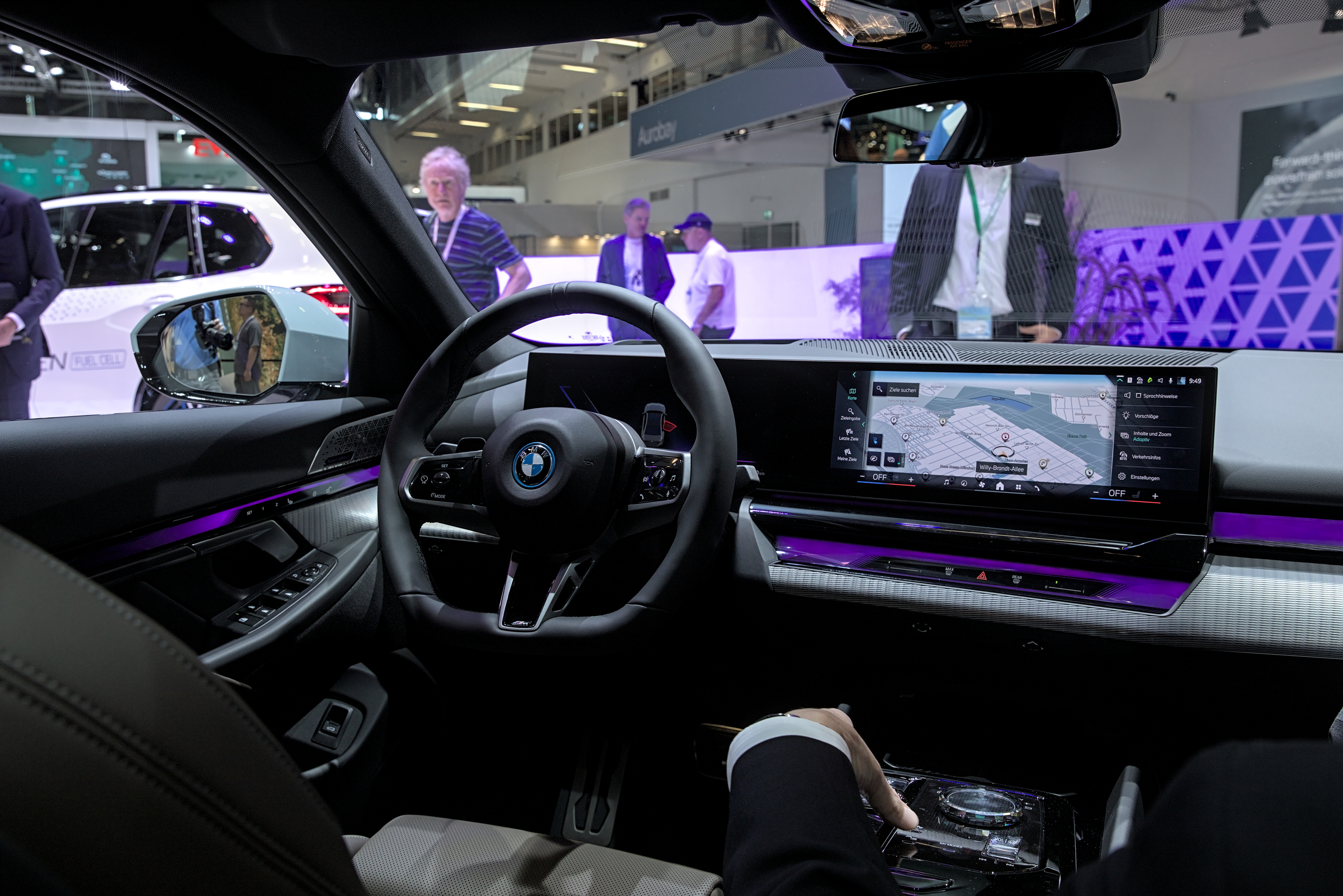

У серпні 2023 року BMW представила подовжену версію седана (індекс G68), призначену виключно для китайського ринку. Його колісна база на 11 см довша, ніж у базової версії, і виробляється компанією BMW Brilliance Automotive у Шеньяні. На початку 2024 року буде представлено версію в кузові універсал (внутрішній індекс G61).
Автомобіль близький за габаритами до попередника, відмінності полягають в оптиці та радіаторній решітці. Салон той же, що і у BMW G70, але з мінімалістичною панеллю приладів з двома сенсорними екранами.
Автомобілі BMW G60 оснащуються бензиновими двигунами внутрішнього згоряння з модулем xDrive45e, що підключається, і електродвигунами. Дизельні двигуни відсутні в моторній гамі, оскільки в Старому Світі відмовляються від дизельного палива.
У 2025 році BMW 5 серії отримала плагін-гібрид 550e xDrive з потужністю 483 к.с. та електричним запасом ходу близько 50 км.

### BMW i5
BMW i5 і BMW i5 Touring — це електричні версії 5-ї серії (G60/G61) на акумуляторі. Седан i5 (G60E) був анонсований у травні 2023 року зі звичайною моделлю. Він будується на тій самій конвеєрній лінії Dingolfing, що й агрегати з двигунами внутрішнього згоряння та гібриди, що підключаються до мережі. Конкурентом i5 якого є Mercedes-Benz EQE.

## Двигуни

### Бензинові
- 1.6 L I4 turbo 190 к.с. 310 Нм (520i, з 2024)
- 2.0 L B48 I4 turbo 208 к.с. 330 Нм (520i)
- 2.0 L B48 I4 turbo 258 к.с. 400 Нм (530i, США)
- 3.0 L B58 I6 turbo 381 к.с. 540 Нм (540i, США)

### Plug-in hybrid
- 2.0 L B48 I4 turbo + електродвигун 299 к.с. 450 Нм (530e, Європа, з 2024)
- 3.0 L B58 I6 turbo + електродвигун 489 к.с. 700 Нм (550e, Європа, з 2024)
- 3.0 L B58 I6 turbo + електродвигун 571 к.с. 800 Нм (M560e)
- 4.4 L S68 V8 twin-turbo + електродвигун 197 к.с. сумарно 727 к.с. 1000 Нм (M5 (G90/G91))
- 4.4 L S68 V8 twin-turbo + електродвигун 197 к.с. сумарно 750 к.с. 1000 Нм (M5 Competition (G90))

### Дизельні
- 2.0 L B47 turbo diesel I4 197 к.с. 400 Нм (520d, Європа)
- 3.0 L B57 turbo diesel I6 299 к.с. 650 Нм (530d, Європа, з 2024)